# Estenose da válvula tricúspide
A estenose da válvula tricúspide é uma doença cardíaca valvar caracterizada por uma estreita abertura da válvula tricúspide do coração. É uma condição relativamente rara que causa estenose — restrição aumentada do fluxo sanguíneo através da válvula —.

## Causa
As causas da estenose da válvula tricúspide são:
- Doença reumática
- Síndrome carcinoide
- Eletrodos de marcapasso (complicação)

## Diagnóstico
Um sopro diastólico leve pode ser ouvido durante a ausculta, causado pelo fluxo sanguíneo através da válvula estenótica. É melhor ouvido sobre a borda esternal esquerda com caráter estrondoso e estalo de abertura tricúspide com ampla divisão S2. Pode aumentar em intensidade com a inspiração (sinal de Carvallo). O diagnóstico normalmente é confirmado por um ecocardiógrafo, que também permitirá ao médico avaliar sua gravidade.

## Tratamento
A estenose da válvula tricúspide em si geralmente não requer tratamento. Se a estenose for leve, o monitoramento da condição é suficiente. No entanto, estenose grave ou danos a outras válvulas do coração podem exigir reparo ou substituição cirúrgica.
O tratamento geralmente é cirúrgico (troca da válvula tricúspide) ou valvoplastia percutânea por balão. A regurgitação tricúspide resultante do tratamento percutâneo é melhor tolerada do que a insuficiência que ocorre durante a valvoplastia mitral.